# Nikolaj Grigor'evič Rubinštejn
Nikolaj Grigor'evič Rubinštejn (in russo Николай Григорьевич Рубинштейн?; Mosca, 2 giugno 1835 – Parigi, 23 marzo 1881) è stato un pianista e compositore russo.

## Biografia

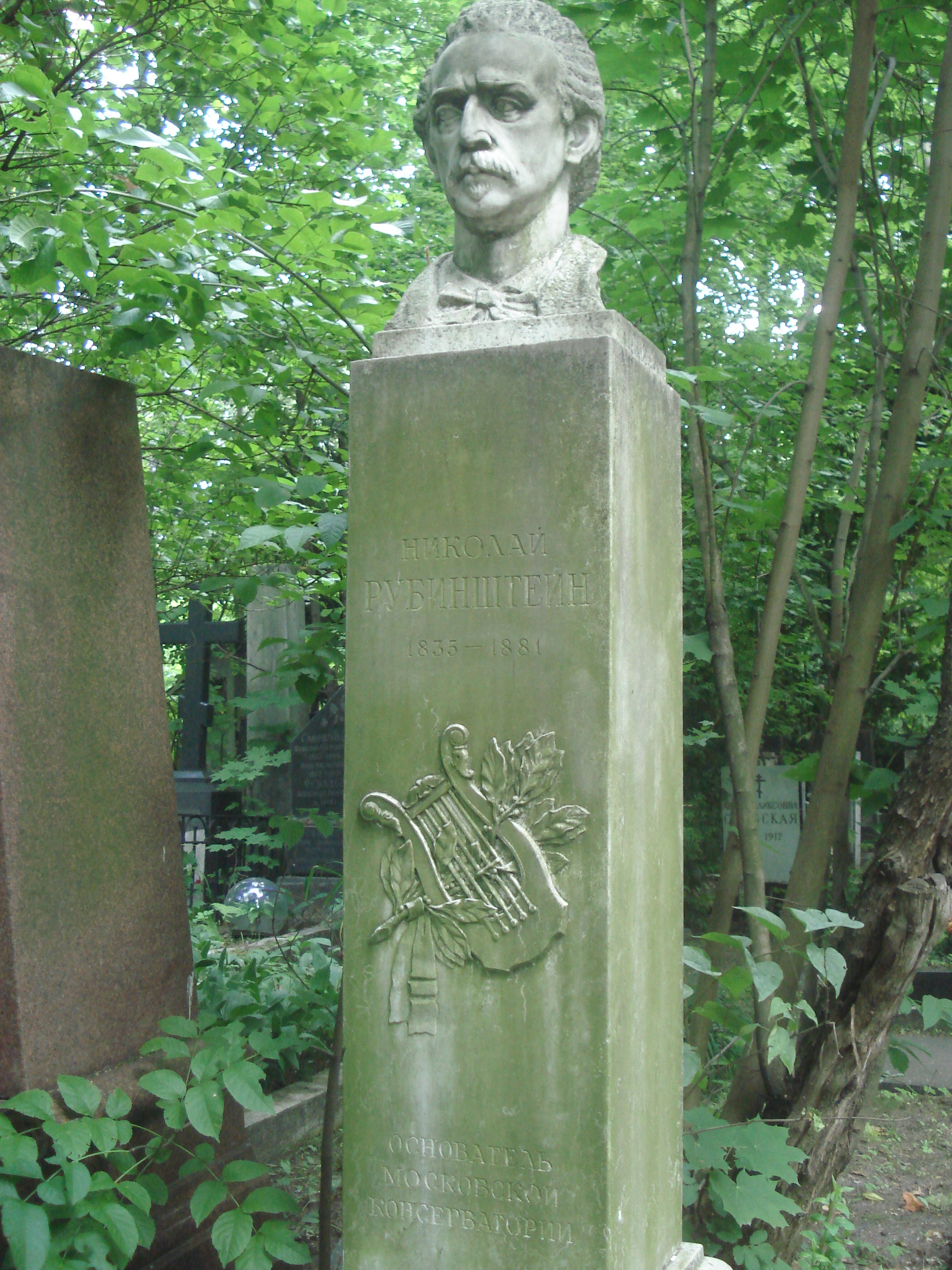
Tomba di Rubinštejn nel cimitero di Novodevičij

Nato a Mosca da genitori ebrei, iniziò lo studio del pianoforte con la madre per poi passare, così come il fratello, sotto la guida di Alexander Villoing. Negli anni '40 lui ed Anton vennero condotti dalla madre a Berlino, dove ricevettero lezioni da Siegfried Dehn ed attrassero l'attenzione di Mendelssohn e Meyerbeer, ricevendone il sostegno. Fratello minore di Anton, fu amico intimo di Pëtr Il'ič Čajkovskij.
Imitando il fratello, che aveva dato vita al primo conservatorio russo a San Pietroburgo, dove il 27 novembre 1862 Nikolaj diresse la prima assoluta del Concerto per violino e orchestra n. 2 in re minore op. 22 di Henryk Wieniawski con il compositore al violino, il 1º settembre 1866 fondò il Conservatorio di Mosca, del quale fu anche direttore, con il principe Nikolai Petrovic Troubetzkoy. Considerato uno dei massimi pianisti del suo tempo ed assolutamente senza rivali a Mosca, attualmente la sua fama vive un po' all'ombra di quella del fratello, che fu compositore superiore. Peraltro il suo stile pianistico, più vicino al classicismo di Clara Schumann che all'estro acrobatico di Franz Liszt, era piuttosto difforme da quello di Anton; ugualmente a livello compositivo i loro gusti differivano: Nikolaj, più aperto alle novità interne al paese, oltre a Čajkovskij sostenne Balakirev ed il Gruppo dei Cinque, che invece furono sempre osteggiati da Anton, più vicino ai canoni dell'Europa occidentale.
Durante la sua reggenza al conservatorio moscovita chiese a Čajkovskij di scrivere per lui il celebre Concerto per pianoforte n. 1. Rubinstein rimase però deluso dal lavoro, rigettandone l'esecuzione a meno di sostanziose modifiche. Čajkovskij rifiutò categoricamente e cambiò la sua dedica a favore di Hans von Bülow, che ne eseguì la prima. Tuttavia Čajkovskij dedicò poi il Trio per Pianoforte in La minore alla memoria di Rubinstein, appena deceduto a Parigi. Nikolaj fu anche compositore di una certa rilevanza: tra i suoi lavori più noti si ricordano la Tarantella in Sol minore, Op. 14 e la Fantasia su tema di Schumann, entrambe per pianoforte solista.
Gaudente, amante della vita, del buon cibo e delle belle donne, morì a Parigi prima di giungere a Nizza, dove stava recandosi per alleviare le precarie condizioni di salute; tuttavia fino all'ultimo non gli mancò l'appetito: pur sul letto di morte, riuscì a mangiare 12 ostriche. Le sue spoglie riposano al cimitero di Novodevičij di Mosca a fianco di quelle di molti altri celebri musicisti e politici.